# NGC 6541
NGC 6541 (другие обозначения — GCL 86, ESO 280-SC4) — шаровое скопление в созвездии Южная Корона.
Этот объект входит в число перечисленных в оригинальной редакции «Нового общего каталога».